# Lista światowego dziedzictwa UNESCO w Macedonii Północnej
Lista światowego dziedzictwa UNESCO w Macedonii Północnej – lista miejsc w Macedonii Północnej wpisanych na listę światowego dziedzictwa UNESCO, ustanowioną na mocy Konwencji w sprawie ochrony światowego dziedzictwa kulturowego i naturalnego, przyjętą przez UNESCO na 17. sesji w Paryżu 16 listopada 1972 i ratyfikowaną przez Macedonię Północną 30 kwietnia 1997 roku.
Obecnie (stan na 2023 rok) na liście znajdują się 2 obiekty: jedno o charakterze przyrodniczym i jedno o charakterze kulturowo-przyrodniczym.
Na macedońskiej liście informacyjnej UNESCO – liście obiektów, które Macedonia Północna zamierza rozpatrzyć do zgłoszenia do wpisu na listę światowego dziedzictwa – znajdują się cztery obiekty (stan na 2023 rok).

## Obiekty na liście światowego dziedzictwa UNESCO
Poniższa tabela przedstawia macedońskie obiekty na liście światowego dziedzictwa UNESCO:
Nr ref. – numer referencyjny UNESCO;
Obiekt – polskie tłumaczenie nazwy wpisu na liście wraz z jej angielskim oryginałem;
Położenie – miasto, gmina, region statystyczny; współrzędne geograficzne;
Typ – klasyfikacja według Komitetu Światowego Dziedzictwa:
- kulturowe (K)
- przyrodnicze (P)
- kulturowo–przyrodnicze (K,P)

Rok wpisu – roku wpisu na listę i rozszerzenia wpisu;
Opis – krótki opis obiektu wraz z informacjami o jego zagrożeniu.
     Wpisy transgraniczne
| Nr ref. | Obiekt | Zdjęcie | Położenie                                                                                        | Typ                    | Rok                 | Opis |
| ------- | --- | ------- | ------------------------------------------------------------------------------------------------ | ---------------------- | ------------------- | --- |
| 99      | Przyrodnicze i kulturalne dziedzictwo regionu Ochrydy Natural and Cultural Heritage of the Ohrid region                                            |         | Gmina Ochryda, Południowo-zachodni region statystyczny 41°07′01″N 20°48′07″E/41,116944 20,801944 | K, P (i)(iii)(iv)(vii) | 1979 1980 2009 2019 | Jezioro Ochrydzkie, znajdujące się na granicy albańsko–macedońskiej, stanowi schronienie dla wielu endemicznych gatunków słodkowodnej fauny i flory pochodzącej z okresu trzeciorzędu. Położone nad brzegiem jeziora po stronie macedońskiej miasto Ochryda jest jedną z najstarszych osad ludzkich w Europie. Wybudowane w IV wieku, zostało zniszczone w wyniku trzęsienia ziemi w 526 roku. Na terenie miasta znajdują się liczne cerkwie m.in.: cerkiew św. Zofii, cerkiew św. Klemensa i Pantelejmona oraz cerkiew św. Jana w Kaneo. Wpis transgraniczny z Albanią. |
| 1133    | Pradawne i pierwotne lasy bukowe Karpat i innych regionów Europy Ancient and Primeval Beech Forests of the Carpathians and Other Regions of Europe |         | Gmina Mawrowo-Rostusza, Połoski region statystyczny                                              | P (ix)                 | 2007 2011 2017 2021 | Zespół względnie nienaruszonych europejskich lasów bukowych. Od końca ostatniej epoki lodowcowej buk europejski zaczął się rozprzestrzeniać na terenie Alp, Karpat, Dinaryd oraz Pirenejów. Udana ekspansja na całym kontynencie europejskim jest z szeroką tolerancją na różne warunki klimatyczne. Wpis transgraniczny z Albanią, Austrią, Belgią, Bośnią i Hercegowiną, Bułgarią, Chorwacją, Czechami, Francją, Hiszpanią, Niemcami, Polską, Rumunią, Słowacją, Słowenią, Szwajcarią, Ukrainą oraz Włochami.                                                          |

## Obiekty na macedońskiej liście informacyjnej UNESCO
Poniższa tabela przedstawia macedońskie obiekty na liście informacyjnej UNESCO:
Nr ref. – numer referencyjny UNESCO;
Obiekt – polskie tłumaczenie nazwy wpisu na liście informacyjnej wraz z jej angielskim oryginałem;
Położenie – miasto, gmina, region statystyczny; współrzędne geograficzne;
Typ – klasyfikacja według Komitetu Światowego Dziedzictwa:
- kulturowe (K)
- przyrodnicze (P)
- kulturowo–przyrodnicze (K,P)

Rok wpisu – roku wpisu na listę informacyjną;
Opis – krótki opis obiektu wraz z informacjami o jego zagrożeniu.
| Nr ref. | Obiekt                                                                    | Zdjęcie | Położenie                                                                                                   | Typ               | Rok  | Opis |
| ------- | ------------------------------------------------------------------------- | ------- | --- | ----------------- | ---- | --- |
| 1917    | Jaskinia Slatinski Izvor Cave Slatinski Izvor                             |         | Gmina Makedonski Brod Południowo-zachodni region statystyczny 41°35′07,1″N 21°11′25,8″E/41,585306 21,190500 | P (vii)(viii)(ix) | 2004 | Najdłuższy zbadany system jaskiń w Macedonii Północnej. Znajdują się one nad rzeką Slatina i prawdopodobnie powstały podczas ostatniej epoki lodowcowej. Wewnątrz znajdują się różnego rodzaju nacieki jaskiniowe.                                                             |
| 1918    | Markovi Kuli                                                              |         | Gmina Prilep Pelagonijski region statystyczny 41°21′41,8″N 21°32′18,5″E/41,361611 21,538472                 | P (vii)(viii)(ix) | 2004 | Formacja geologiczna składająca się ze skał magmowych i metamorficznych. Znajdują się tutaj średniowieczne wieże wybudowane przez królewicza Marko. Ukształtowanie terenu oraz korzystne położenie geograficzne spowodowały, że obszar ten był zamieszkały już od epoki brązu. |
| 5413    | Stanowisko archeologiczne Kokino Archaeo-astronomical Site Kokino         |         | Gmina Staro Nagoriczane Północno-wschodni region statystyczny 42°15′49″N 21°57′13″E/42,263611 21,953611     | K (i)(ii)(iii)    | 2009 | Megalityczne obserwatorium astronomiczne położone na szczycie góry Tatiḱew Kamen. Najprawdopodobniej pochodzi z epoki brązu, a odkryte zostało w 2001 roku przez archeologa Jowicę Stankowskiego.                                                                              |
| 6492    | Cerkiew św. Jerzego w Kurbinowie Church St. George (Sv Gjorgji) Kurbinovo |         | Gmina Resen Pelagonijski region statystyczny 40°59′09″N 21°05′06″E/40,985833 21,085000                      | K (i)(ii)(iii)    | 2020 | Dwunastowieczna cerkiew prawosławna zlokalizowana w regionie Prespa. Budynek jest bogato zdobiony renesansowymi freskami świadczącymi o wpływach kultury bizantyńskiej. |